# Muizen en ratten van de Nieuwe Wereld
Muizen en ratten van de Nieuwe Wereld zijn een groep knaagdieren uit Amerika. Ze zijn samen met de woelmuizen (Arvicolinae) de enige Muroidea in Amerika.
Tot het begin van de 21e eeuw werden ze vaak tot één onderfamilie Sigmodontinae gerekend (nog langer geleden werd die als deel van de Cricetinae beschouwd), maar tegenwoordig worden ze verdeeld over drie aparte onderfamilies. Volgens moleculaire fylogenetische studies zijn de drie groepen vrij nauw aan elkaar verwant, maar vormen ze waarschijnlijk geen monofyletische groep. Deze indeling geeft waarschijnlijk ook een beter beeld van het grote aantal soorten en de ecologische verschillen binnen de groep.
De groep omvat drie onderfamilies:
- Neotominae (voornamelijk Noord-Amerika, tot in noordelijk Zuid-Amerika)
- Tylomyinae (voornamelijk Midden-Amerika, tot in noordelijk Zuid-Amerika)
- Sigmodontinae (voornamelijk Zuid-Amerika, tot in zuidelijk Noord-Amerika)

Woelmuizen · Hamsters · Neotominae · Tylomyinae · Sigmodontinae (zie ook Muizen en ratten van de Nieuwe Wereld)